# Faison (Karolina Północna)
Faison – miasto w Stanach Zjednoczonych, w stanie Karolina Północna, w hrabstwie Duplin.